# Alice Canepa
Alice Canepa (Finale Ligure, 30 aprile 1978) è un'ex tennista italiana.

## Biografia
A livello juniores ha vinto 5 titoli in singolo e ben 19 in doppio. Come professionista è riuscita a piazzarsi alla posizione numero 158 del ranking in singolo e alla numero 98 di quello in doppio; non si è però mai aggiudicata alcun torneo. Si è ritirata nel 2007.